# عبد الوهاب الكيالي
الدكتور عبد الوهاب الكيالي مؤرخ ومفكر سياسي عربي فلسطيني من مواليد يافا عام 1939 ترعرع في أسرة مناضلة مجاهدة من أصل سوري. درس مراحل الابتدائية في مدينة يافا، ثم انتقل للدراسة في عمان ولبنان، عاش العديد من الأحداث والقضايا السياسية والنضالية وهو في سنوات طفولته، والتحق بالجامعة الأمريكية في بيروت لمتابعة دراساته العليا بعدها التحق بجامعة لندن، ونال شهادة الدكتوراه في موضوع (المقاومة العربية الفلسطينية). التحق بحزب البعث العربي الاشتراكي، وتدرج تنظيمياً حتى أصبح عضواً في مكتب فلسطين القومي عام 1960، وأمين سر شعبة فلسطين وجبهة التحرير العربية في لبنان عام 1961، كما أصبح عضواً في القيادة القومية لحزب البعث العربي الاشتراكي، وأنتخب عضو اللجنة التنفيذية لمنظمة التحرير الفلسطينية وعضو المجلسين الوطني والمركزي للمنظمة، وأثناء نضاله الوطني شارك بتأسيس الاتحاد العام لطلبة فلسطين وعمل مديراً لتحرير مجلد الرائد العربي وشارك بفاعلية في قيادة العمل الوطني الفلسطيني في لبنان عامي 1970 و1975.
له نشاط فكري وسياسي واسع جداً في كافة الأقطار العربية، حيث قام بتنظيم العديد من الندوات وورشات العمل في المؤسسات الأهلية والشعبية والنقابية، وقام بإلقاء محاضرات وطنية وثقافية وتاريخية في الجامعات العربية بهدف توضيح تاريخ فلسطين وحقائق النكبات التي ألمت بالشعب الفلسطيني والدور العربي في فلسطين، وحقيقة أهداف احتلال فلسطين ونتائج الاحتلال على المنطقة العربية، والمستقبل العربي، وشارك في العشرات من المؤتمرات الفكرية في الدول الأوروبية والعربية، كما خطط وأشرف على العديد من العمليات الفدائية لجبهة التحرير العربية ولفصائل المقاومة والتي كانت معروفة باسم العمليات المشتركة (الدوريات) داخل العمق الأمني الصهيوني، التي نسفت ما كان يسمى بالعمق الأمني الصهيوني.
أسس المؤسسة العربية للدراسات والنشر وترأس تحرير مجلة (قضايا عربية عام 1974) كما ترأس تحرير (موسوعة السياسية) له مقولات فكرية ومأثورات كثيرة، والعديد من المؤلفات المنشورة أشهرها وأهمها تاريخ فلسطين الحديث، المقاومة الفلسطينية والنضال العربي، دراسات ومطالعات فلسطينية، المطامع الصهيونية التوسعية والكيبوتز والمزارع الجماعية في إسرائيل، العرب والقضايا الإستراتيجية الراهنة، الميثاق القومي والفكر الاستراتيجي، أوروبا والعرب والعالم، كامب ديفيد والطريق المسدود، التردد الأوروبي والقضية الفلسطينية، العمل العربي المشترك والتحديات الراهنة، الأمن العربي القومي هو الجواب، العرب أمام الابتزاز النووي الإسرائيلي، الأزمة الراهنة وعقلنة السياسة العربية، العرب ومأزق القمة، إذا أردت السلم فتهيأ للحرب ومواضيع كثيرة جداً.
```
لقد أمضي حياته مناضلا من أجل أمته مدافعا عنيدا من أجل حقوق شعبه، قاتل بالبندقية وبفكره وبقلمه الحر النزيه، كان أديبا وكاتبا ومؤرخا وانسانا ومقاتلا من أجل الهوية الوطنية والقومية وكشف العديد من الحقائق التاريخية، وعرى الأكاذيب والادعاءات المزيفة للنظام العربي الرسمي والامبريالية والصهيونية العالمية. تم اغتياله وهو في قمة عطاءه الفكري والثقافي والنضالي بتاريخ 1981/12/07 في بيروت.
```